# Max (cão)
Max (9 de agosto de 1983 - 18 de maio de 2013) foi um beagle, dachshund e terrier mix cujo dono alegou que ele viveu 29 anos e 282 dias.  Sua proprietária, Janelle Derouen, o adotou de um canavial da Louisiana em 1983. 
Em agosto de 2009, o The Telegraph relatou que Max tinha registros veterinários provando sua idade e que aos 29 anos ele era o cão vivo mais velho do mundo. Ele era 3 anos mais velho que Pusuke, um Shiba Inu que, aos 26 anos, já havia sido considerado o cão vivo mais velho.